# Osmoxylon boerlagei
Osmoxylon boerlagei là một loài thực vật có hoa trong Họ Cuồng cuồng. Loài này được (Warb.) Philipson mô tả khoa học đầu tiên năm 1976.